# شهرستان فریو (تگزاس)
شهرستان فریو، تگزاس (به انگلیسی: Frio County, Texas) یک سکونتگاه مسکونی در ایالات متحده آمریکا است که در تگزاس واقع شده‌است.

## خصوصیات
شهرستان فریو ۲٬۹۳۷٫۰۶ کیلومترمربع مساحت دارد.